# French Open 1986
Wielkoszlemowy turniej tenisowy French Open w 1986 rozegrano w dniach 26 maja - 8 czerwca, na kortach im. Rolanda Garrosa w Paryżu.

## Zwycięzcy

### Gra pojedyncza mężczyzn
Ivan Lendl -  Mikael Pernfors, 6–3, 6–2, 6–4.

### Gra pojedyncza kobiet
Chris Evert -  Martina Navrátilová, 2–6, 6–3, 6–3.

### Gra podwójna mężczyzn
John Fitzgerald /  Tomáš Šmíd -  Stefan Edberg /  Anders Järryd, 6–3, 4–6, 6–3, 6–7(4), 14–12.

### Gra podwójna kobiet
Martina Navrátilová /  Andrea Temesvári -  Steffi Graf /  Gabriela Sabatini, 6–1, 6–2.

### Gra mieszana
Kathy Jordan /  Ken Flach -  Rosalyn Fairbank Nideffer /  Mark Edmondson, 3–6, 7–6(3), 6–3.